# Cambrils (Odèn)
Cambrils és una de les nou entitats de població en què es divideix el municipi d'Odèn, a la comarca catalana del Solsonès.

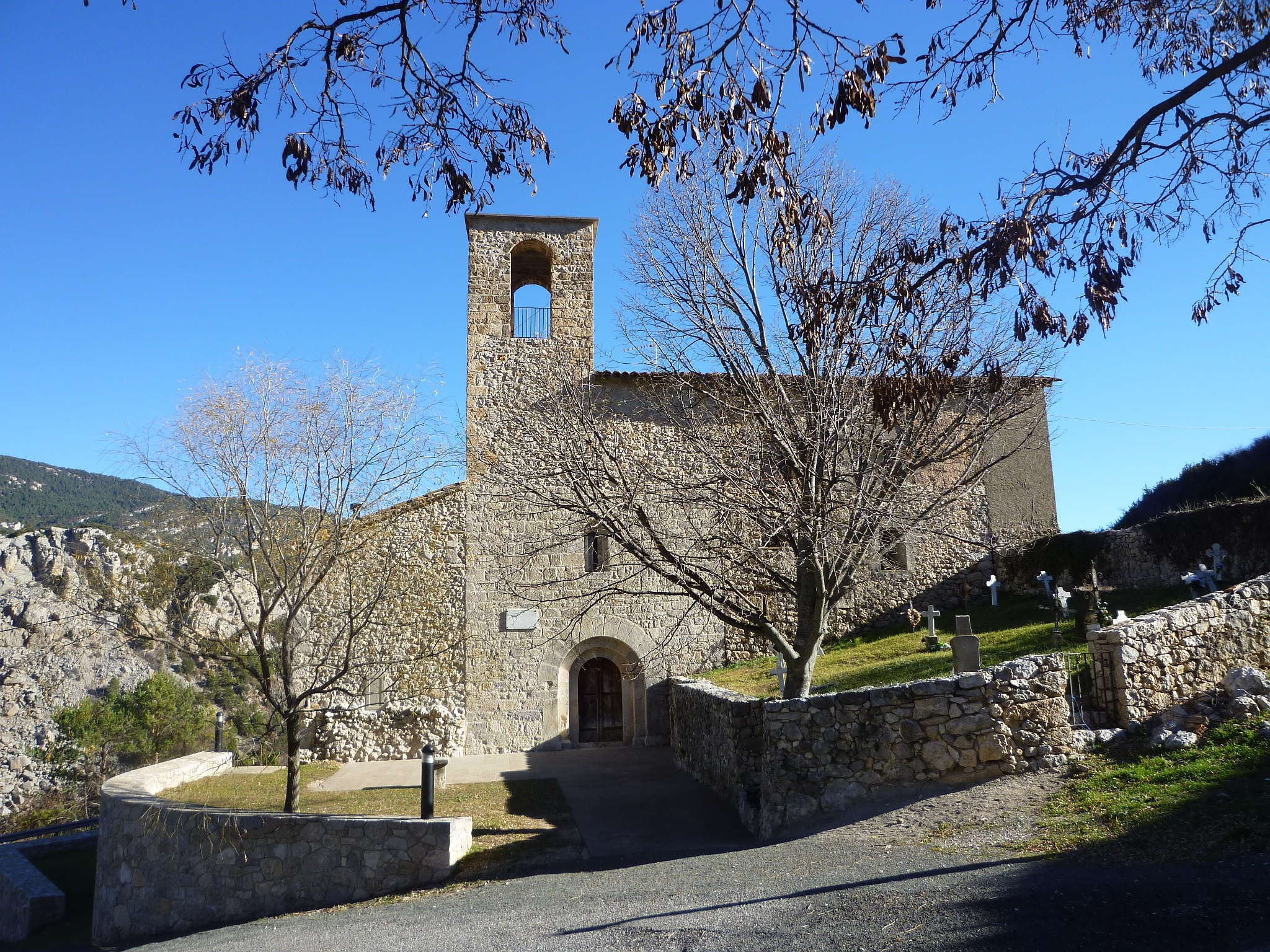
Sant Martí de Cambrils

 Tot i que no es pot parlar que tingui un nucli de poblament agrupat, sí que a l'entorn de l'antic castell de Cambrils i de l'església parroquial hi ha un grup d'edificis dispersos (majoritàriament masies) que, encara que no tinguin cap estructura urbana, permeten que se'l pugui considerar com un poble. En qualsevol cas, és en aquest nucli on hi ha l'ajuntament, cosa que fa que Cambrils pugui ser considerat com la capital del municipi.
Situat a l'entorn dels 1.135 m d'altitud, és al sud-oest del Tossal de Cambrils (1.803 m alt) i sota el veïnat de Llinars prop del qual hi ha la Font Salada en la qual neix la Ribera Salada (que en el seu primer tram també és coneguda amb el nom de Riu Fred) que deixa a la dreta l'església parroquial de Sant Martí (consagrada el 1051), passa pel molí de Cambrils i pel molí de la Sal (o salí de Cambrils), on es preparava la sal treta del riu.

## Demografia
| Evolució demogràfica |            |            |            |                   |                   |                   |       |
| Any                  | Nucli urbà | Nucli urbà | Nucli urbà | Poblament dispers | Poblament dispers | Poblament dispers | Total |
| Any                  | Homes      | Dones      | Total      | Homes             | Dones             | Total             | Total |
| 2000                 | 13         | 9          | 22         | 20                | 18                | 38                | 60    |
| 2001                 | 15         | 9          | 24         | 19                | 17                | 36                | 60    |
| 2002                 | 13         | 7          | 20         | 17                | 17                | 34                | 54    |
| 2003                 | 12         | 7          | 19         | 16                | 16                | 32                | 51    |
| 2004                 | 12         | 7          | 19         | 15                | 16                | 31                | 50    |
| 2005                 | 12         | 7          | 19         | 15                | 16                | 31                | 50    |
| 2006                 | 13         | 6          | 19         | 18                | 14                | 32                | 51    |
| 2007                 | 13         | 6          | 19         | 17                | 14                | 31                | 50    |
| 2008                 | 11         | 6          | 17         | 18                | 14                | 32                | 49    |
| Font: INE            |            |            |            |                   |                   |                   |       |

## Història i etimologia del topònim
El lloc és esmentat ja el 839 en l'acta de consagració de la catedral de la Seu d'Urgell amb el topònim Kabrils, que segons el Diccionari català-valencià-balear prové del terme llatí caprīles que significa el lloc on s'arredossen les cabres. A l'època medieval, la senyoria pertangué als vescomtes de Cardona
En un document de 1065 hi apareix escrit Chabrils
En un mapa publicat a Roma l'any 1619 hi apareix escrit Cambrills